# Lorrainville
Lorrainville est une municipalité du Québec située dans la MRC de Témiscamingue en Abitibi-Témiscamingue.

## Toponymie
Lorrainville a été nommée en l'honneur de monseigneur Narcisse-Zéphirin Lorrain (1842-1915), vicaire apostolique du Pontiac de 1882 à 1898 et responsable des missions aux lacs Témiscamingue et Abitibi.

## Histoire
- 1er janvier 1913[3] : Constitution de la municipalité de la paroisse de Notre-Dame-de-Lorrainville.
- Entre 1912 et 1994 : Notre-Dame-de-Lorrainville devient la municipalité de la paroisse de Notre-Dame-de-Lourdes-de-Lorrainville.
- 14 avril 1930 : La municipalité du village de Lorrainville se détache de Notre-Dame-de-Lourdes-de-Lorrainville.
- 16 février 1994 : Fusion entre Notre-Dame-de-Lourdes-de-Lorrainville et Lorrainville pour former la municipalité de Lorrainville.
- 2007 : Centenaire de Lorrainville

## Démographie
| 1991  | 1996  | 2001  | 2006  | 2011  | 2016  | 2021  |
| ----- | ----- | ----- | ----- | ----- | ----- | ----- |
| 1 452 | 1 507 | 1 411 | 1 325 | 1 328 | 1 272 | 1 286 |

## Administration
Les élections municipales se font en bloc pour le maire et les six conseillers.
| Lorrainville Maires depuis 2001                                                                                      |                     |                     |          |
| Élection | Maire               | Qualité             | Résultat |
| 2001 | Philippe Boutin     |                     | Voir     |
| 2005 | Marc Champagne      |                     | Voir     |
| 2009 | Philippe Boutin (2) |                     | Voir     |
| 2013 | Simon Gélinas       |                     | Voir     |
| 2017 | Simon Gélinas       | Voir                |          |
| 2021 | Simon Gélinas       | Voir                |          |
| mai 2023 | Aline Beauregard    | Mairesse suppléante | Voir     |
| oct. 2023 | Jean Martineau      |                     | Voir     |
| Élection partielle en italique Depuis 2005, les élections sont simultanées dans toutes les municipalités québécoises |                     |                     |          |

## Personnalités
- Auguste Vincent (avocat et homme politique fédéral)

## Galerie

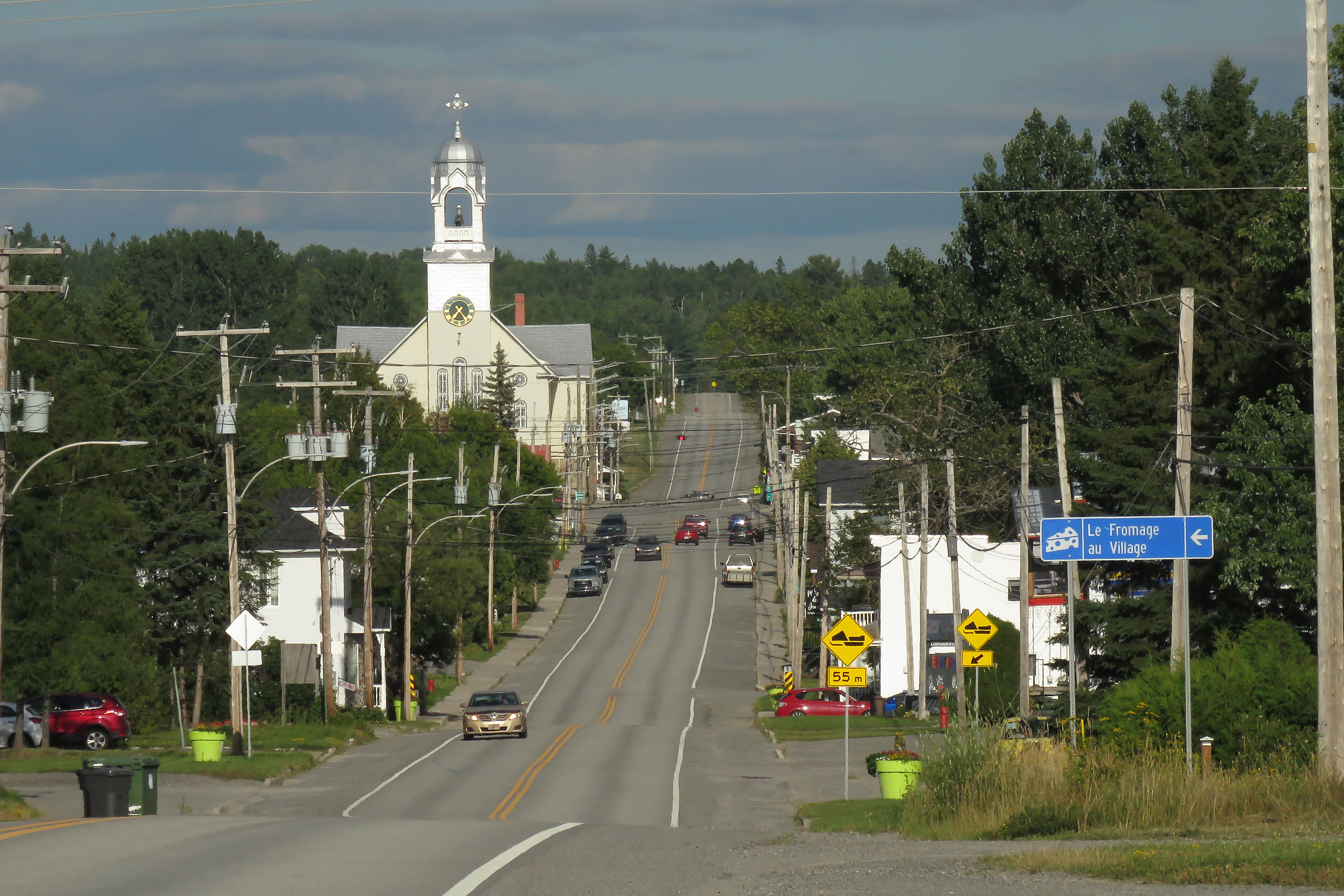
Lorrainville, arrivée de Ville-Marie
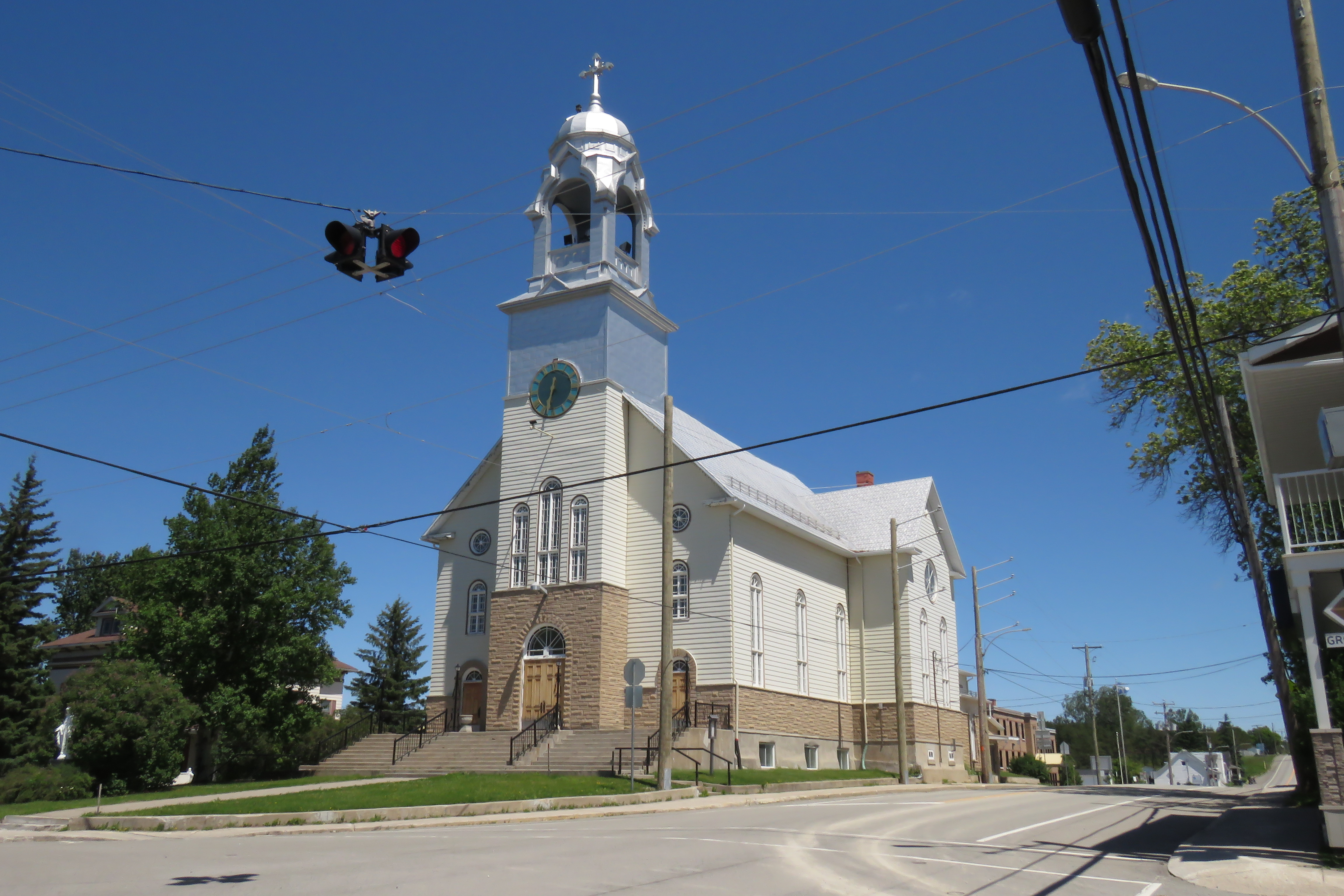
L'église Notre-Dame-de-Lourdes
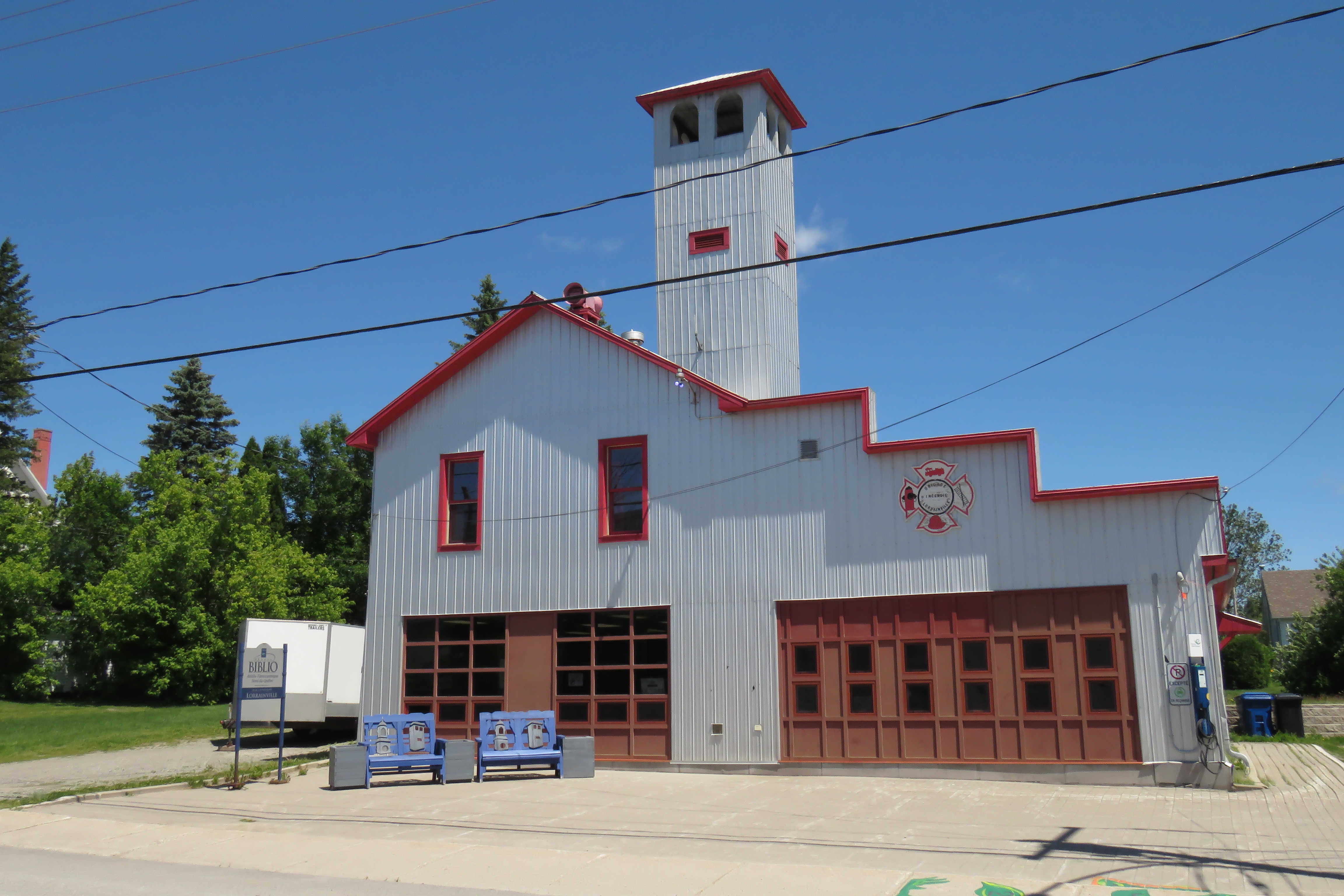
La caserne des pompiers